# Leggenda di don Arcaloro
La leggenda di don Arcaloro (il barone Arcaloro Scammacca Perna della Bruca e Crisciunà, personaggio storico realmente esistito nel XVII secolo) è molto radicata nella cultura popolare catanese.

## Storia
Secondo le voci popolari, il 10 gennaio 1693, don Arcaloro, che si trovava nel suo palazzo di Catania, sarebbe stato destato dagli schiamazzi di una vecchia megera che lui ben conosceva per averla più volte vista in casa di alcuni nobili catanesi. Questa chiedeva a gran voce di poter parlare con il barone in quanto aveva qualcosa di importante da comunicargli. Don Arcaloro, incuriosito, chiese ai suoi servi di far entrare la donna e questa, quando fu al suo cospetto, gli disse con aria tragica:
dumani a vintin’ura,

Catania abballa senza sonu.»
domani al Vespro,

Catania ballerà senza musica.»
Alla richiesta di spiegare la sua criptica frase, la donna disse di aver sognato sant'Agata nell'atto di intercedere presso Dio per chiedergli di risparmiare la città di Catania dal terremoto che l'avrebbe colpita da lì a poche ore, ma che il Signore non aveva accolto la sua supplica. Don Arcaloro, colpito dalla notizia, che ritenne verosimile, fece dare una ricompensa alla donna e si rifugiò in un suo palazzo di campagna vegliando per l'intera notte in attesa dell'evento annunziato.
Il sisma in questione fu il terremoto del Val di Noto che distrusse Catania e buona parte della Sicilia orientale.
In realtà, un primo terremoto era già avvenuto il giorno 9 gennaio 1693 (quindi il giorno precedente alla profezia) con epicentro tra Melilli e Sortino, alla quale seguirono poi delle repliche distruttive nei giorni 10 e 11 gennaio e pertanto la donna non avrebbe fatto una divinazione ma avrebbe semplicemente previsto una replica del sisma, per nulla inusuale in questi casi. La città, già indebolita dal sisma del 9 gennaio, verrà totalmente diroccata due giorni dopo, quando l'epicentro sarà localizzato proprio al porto di Catania.
Un dipinto del Settecento ha per argomento questa leggenda che sembra peraltro avere dei raccordi con la realtà.